# Emberiza cabanisi
Emberiza cabanisi е вид птица от семейство Овесаркови (Emberizidae).

## Разпространение
Видът е разпространен в Ангола, Бенин, Буркина Фасо, Бурунди, Габон, Гана, Гвинея, Екваториална Гвинея, Замбия, Зимбабве, Камерун, Република Конго, Демократична република Конго, Кот д'Ивоар, Либерия, Малави, Мозамбик, Нигерия, Руанда, Сиера Леоне, Судан, Танзания, Того, Уганда, Централноафриканската република, Чад и Южен Судан.